# یوکو (آنگولا)
یوکو (به انگلیسی: Uku (Vila Nova do Seles)) شهری در استان کوانزای جنوبی واقع در کشور آنگولا است که در سال ۲۰۰۹ میلادی ۲۸٬۴۶۶ نفر جمعیت داشته است.